# A Fifth of Beethoven
A Fifth of Beethoven è un singolo del 1976 del compositore disco statunitense Walter Murphy, prodotto dal tecnico del suono Thomas J. Valentino e ispirato al celebre primo movimento della Sinfonia n. 5 di Ludwig van Beethoven.
Il "Fifth" ("quinto") nel titolo della canzone è un gioco di parole, che si riferisce contemporaneamente alla quinta sinfonia del pianista tedesco nonché a una grandezza liquida grossomodo corrispondente a un quinto di gallone (prevalentemente usata nei contenitori di distillati pesanti).
Pubblicata come singolo nel 1976, la canzone debuttò al numero 80 della classifica Billboard Hot 100, arrivando in prima posizione dopo 19 settimane (per una settimana). Nel 1977 fu concessa in licenza alla RSO Records e inclusa nella colonna sonora de La febbre del sabato sera.
Il singolo ha venduto in totale due milioni di copie, mentre l'album ne ha vendute circa 750 000.

## Antefatti
Il singolo fu inizialmente accreditato a "Walter Murphy & The Big Apple Band" su incoraggiamento della Private Stock, che credeva che avrebbe avuto più successo se accreditato ad un gruppo piuttosto che ad un unico artista. Tuttavia, due giorni dopo l'uscita del brano, l'etichetta venne a sapere dell'esistenza di un'altra Big Apple Band (i futuri Chic di Nile Rodgers). La canzone venne perciò ripubblicata e accreditata a "The Walter Murphy Band", e poi semplicemente a "Walter Murphy".